# Nicholas Wade
Pour les articles homonymes, voir Wade.
Nicholas Wade, né le 17 mai 1942 à Aylesbury (Royaume-Uni), est un écrivain et ancien journaliste scientifique britannique. 

## Biographie
Il étudie au Collège d'Eton et au King's College de Cambridge.

## Journalisme
Il a occupé des postes à responsabilité éditoriale dans les revues Science, Nature ainsi que dans la section scientifique du New York Times,. 

## Critiques

### Sociobiologie
Il fut impliqué dans les débats autour des différentes théories sociobiologiques.

### Racisme
Il est partisan des théories des races biologiques humaines.
Selon Pierre-André Taguieff, il est faussement accusé de racisme.
Jean-Frédéric Schaub note que son dernier ouvrage suscite une « indignation générale. » Pour Jean-Paul Demoule, ce dernier livre qui « prétend sans aucune preuve tangible que les différences génétiques entre les populations du globe expliquent (..) leurs comportements » provoque une lettre de protestation de cent cinquante généticiens de renom.
Ibram X. Kendi le considère comme « ségrégationniste ».